# معیشت
معیشت (به انگلیسی: Livelihood) یک شخص (برگرفته از زندگی، «شیوه زندگی»؛ رجوع کنید به OG lib-leit) به «وسایل تأمین نیازهای اولیه (غذا، آب، سرپناه و پوشاک) زندگی آنها اشاره دارد. معیشت به عنوان مجموعه‌ای از فعالیت‌های ضروری برای زندگی روزمره تعریف می‌شود که در طول زندگی فرد انجام می‌شود. چنین فعالیت‌هایی می‌تواند شامل تأمین آب، غذا، علوفه، دارو، سرپناه و پوشاک باشد. معیشت یک فرد مستلزم توانایی کسب نیازهای یادشده به منظور برآوردن نیازهای اساسی خود و خانواده‌اش است. فعالیت‌ها معمولاً به‌طور پیاپی و به گونه‌ای انجام می‌شود که پایدار و متین باشد. به عنوان مثال، معیشت یک ماهیگیر به در دسترس بودن و دسترسی به ماهی بستگی دارد.
مفهوم معیشت پایدار (Sustainable Livelihood) تلاشی برای فراتر رفتن از تعریف‌ها و رویکردهای مرسوم برای ریشه‌کنی فقر است.